# Жанбырбаев, Абылкасым
Абылкасым Жанбырбаев (1 января 1927 — 6 октября 2012) — советский и казахский актёр театра и кино, режиссёр. Народный артист Казахской ССР (1970), почётный гражданин Семипалатинска (1997).

## Биография
Абылкасым Жанбырбаев родился 1 января 1927 года в Семипалатинском уезде (ныне — Абайский район (Восточно-Казахстанская область)). Творческую деятельность начал в кружке художественной самодеятельности. В 1942 году Жанбырбаев был принят в Семипалатинский областной музыкальный драматический театр (ныне — Восточно-Казахстанский областной государственный казахский музыкально-драматический театр им. Абая), трудовую деятельность начал в балетной труппе. Воспитал несколько поколений молодых актёров.
Первой ролью стал образ муллы в спектакле «Жалбыр» Б. Майлина. За всю карьеру сыграл свыше 300 ролей, в частности роли Сырыма и Кебека («Карагоз» и «Енлик — Кебек» М. Ауэзова), Науана и Карабая («Акан-сери-Актокты» и «Козы-Корпеш-Баян Сулу» Г. Мусрепова), Дурбита («Майра» А. Тажибаева) Алдар Косе («Алдар Косе» Ш. Кусаинова), Хлестакова («Ревизор» Н. В. Гоголя), дервиша («В ночь лунного затмения» М. Карима), одним из первых среди казахов сыграл Ленина.
В качестве режиссёра поставил на сцене ряд спектаклей: «Смерть Аюбая» С. Адамбекова, «Заблудившийся гусь» А. Шамкенова, «Прощай, моя сказка» Б. Мукаева и прочие. Снялся в нескольких художественных фильмах, сыграл роли Кудайменды в «Кровь и пот», Оракбая в «Гонцы спешат», Ержана «Синий туман» и прочие.
Награждён орденом «Знак Почёта», медалями «За доблестный труд в Великой Отечественной войне 1941—1945 гг.», «За освоение целинных земель», «30 лет Победы в ВОВ», «Ветеран труда».
Умер 6 октября 2012 года.